# Trofeo Laigueglia 1968
Il Trofeo Laigueglia 1968, quinta edizione della corsa, si svolse l'11 febbraio 1968, su un percorso di 160 km. La vittoria fu appannaggio dell'italiano Michele Dancelli, che completò il percorso in 4h13'50", precedendo il connazionale Luciano Armani e l'olandese Leo Duyndam.

## Ordine d'arrivo (Top 10)
| Pos. | Corridore         | Squadra        | Tempo    |
| ---- | ----------------- | -------------- | -------- |
| 1    | Michele Dancelli  | Pepsi Cola     | 4h13'50" |
| 2    | Luciano Armani    | Faema          | s.t.     |
| 3    | Leo Duyndam       | Smith's        | s.t.     |
| 4    | Ercole Gualazzini | Max Meyer      | s.t.     |
| 5    | Vittorio Adorni   | Faema          | s.t.     |
| 6    | Wladimiro Panizza | Pepsi Cola     | s.t.     |
| 7    | Mino Denti        | Faema          | s.t.     |
| 8    | Felice Gimondi    | Salvarani      | a 18"    |
| 9    | Carlo Brunetti    | Kelvinator     | s.t.     |
| 10   | Bruno Vittiglio   | Germanvox-Wega | a 50"    |